# Aire urbaine de Chamonix-Mont-Blanc
L'aire urbaine de Chamonix-Mont-Blanc est une aire urbaine française centrée sur la ville de Chamonix-Mont-Blanc.

## Caractéristiques
D'après la définition qu'en donne l'INSEE, l'aire urbaine de Chamonix-Mont-Blanc est composée de 3 communes, situées dans la Haute-Savoie. Ses 13 354 habitants font d'elle la 328e aire urbaine de France.
2 communes de l'aire urbaine sont des pôles urbains.
Le tableau suivant détaille la répartition de l'aire urbaine sur le département (les pourcentages s'entendent en proportion du département) :
| Département  | Communes | Communes (%) | Superficie (km²) | Superficie (%) | Population (1999) | Population (%) |
| ------------ | -------- | ------------ | ---------------- | -------------- | ----------------- | -------------- |
| Haute-Savoie | 3        | 1,0          | 302,00           | 6,7            | 13 354            | 2,1            |

## Communes
Voici la liste des communes françaises de l'aire urbaine de Chamonix-Mont-Blanc.
| Code INSEE | Commune             | Type                  | Département  | Superficie (km²) | Population (1999) | Densité (hab./km²) |
| ---------- | ------------------- | --------------------- | ------------ | ---------------- | ----------------- | ------------------ |
| 74056      | Chamonix-Mont-Blanc | Pôle urbain           | Haute-Savoie | +0245,46         | +0 0009 830,      | +00040,05          |
| 74143      | Les Houches         | Pôle urbain           | Haute-Savoie | +0043,07         | +0 0002 706,      | +00062,83          |
| 74266      | Servoz              | Commune monopolarisée | Haute-Savoie | +0013,47         | +00 000818,       | +00060,73          |
|            | Total               |                       |              | +0302,           | +00013 354,       | +00044,22          |